# Kenneth Sanborn Pitzer
Kenneth Sanborn Pitzer (Pomona, 6 de janeiro de 1914 — Berkeley, 26 de dezembro de 1997) foi um físico e químico estadunidense.
Foi presidente de universidade.

## Obras
- Rossini, Frederick D.; Pitzer, Kenneth S.; Arnett, Raymond L.; Braun, Rita M.; Pimentel, George C. (1953). Selected Values of Physical and Thermodynamic Properties of Hydrocarbons and Related Compounds: Comprising the Tables of the American Petroleum Institure Research Project 44 Extant as of December 31, 1952. Pittsburgh: Carnegie Press
- Pitzer, Kenneth S. (1953). Quantum Chemistry. New York: Prentice-Hall
- Pitzer, Kenneth S. (1995). Thermodynamics third ed. New York: McGraw-Hill. ISBN 0-07050221-8 With acknowledgment to Gilbert Newton Lewis and Merle Randall, authors of the first edition, and to Leo Brewer, coauthor of the second edition.